# HEC-RAS
HEC-RAS (acrónimo de Hydrologic Engineering Center y River Analysis System) es un programa de ordenador que modeliza la hidráulica de flujo de aguas de ríos naturales y de otros canales.  Con anterioridad a la actualización reciente a la versión 5.0, el programa era unidimensional, significando esto que  no había modelización directa del efecto hidráulico de cambios de forma de sección de cruce, curvas, y otros aspectos bi y tridimensionales del flujo. La liberación de la versión 5.0 introdujo modelado bidimensional de flujo, así como  capacidades de modelado de transferencia de sedimentos. El programa fue desarrollado por el Cuerpo de Ingenieros del Ejército de los Estados Unidos, para gestionar los ríos, puertos y otras obras públicas bajo su jurisdicción. Desde su liberación, en 1995, ha obtenido amplia aceptación pública.
El Centro de Ingeniería Hidrológica (HEC) en Davis, California, desarrolló el Sistema de Análisis de Ríos o River Analysis System (RAS) para ayudar a ingenieros hidráulicos en el análisis de flujo de canal y determinación de llanura de inundación.  Incluye numerosas capacidades de entrada de datos, componentes de análisis hidráulico, capacidades de almacenamiento y gestión de datos y capacidades gráficas y de informes.

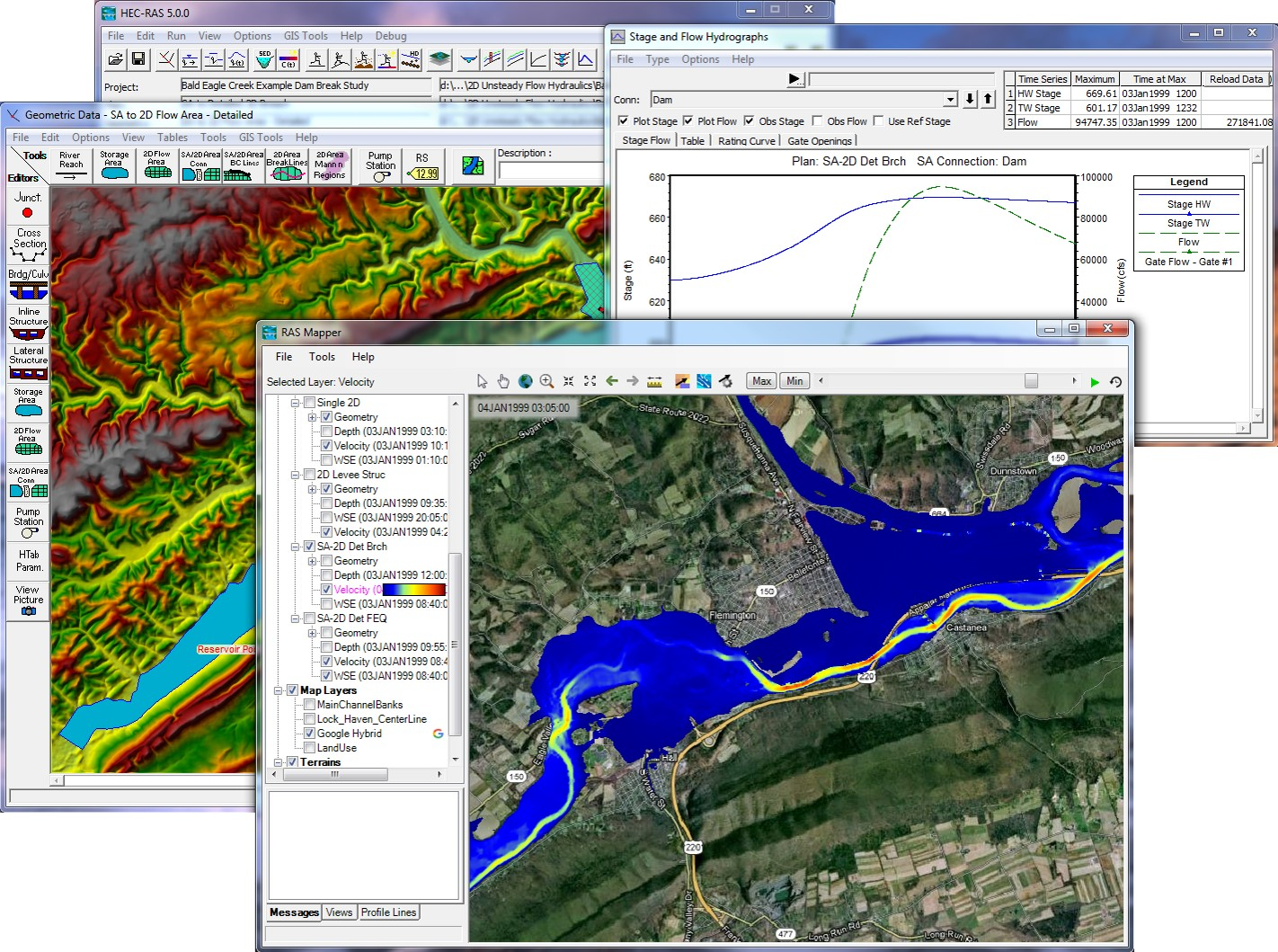

## ProgramasHEC-RAS

### AutoCAD
HEC-RAS se puede utilizar junto con AutoCAD. Mediante AutoCAD se puede elaborar un modelo digital del terreno (Digital Terrain Modelː DTM) y se pueden contar las secciones desde DTM e importarlas a HEC-RAS.

### Nube de inundación
En 2018, Jacobs liberó una versión actualizada de Nube de Inundación que permite a los usuarios de HEC-RAS que ejecuten sus modelos de inundación en la nube. 